# Oenothera arizonica
Oenothera arizonica là một loài thực vật có hoa trong họ Anh thảo chiều. Loài này được (Munz) W.L. Wagner mô tả khoa học đầu tiên năm 1998.